# Gran Premi de la indústria i l'artesanat de Larciano
El Gran Premi de la indústria i l'artesanat de Larciano (en italià: Gran Premio Industria & Artigianato di Larciano) és una cursa ciclista que es disputa a Larciano, la Toscana. Entre 1967 i 1976 s'anomenà Circuit de Larciano, adoptant el nom actual a partir de 1977. Des del 2005 forma part de l'UCI Europa Tour amb una categoria 1.1.

## Palmarès
| Any                                                                           | Vencedor                    | Segon                       | Tercer                        |         |
| ----------------------------------------------------------------------------- | --------------------------- | --------------------------- | ----------------------------- | ------- |
| Circuit de Larciano (edicions d'exhibició no oficials - critèriums)           |                             |                             |                               |         |
| 1967                                                                          | Michele Dancelli            | Franco Bitossi              | Vittorio Adorni               |         |
| 1968                                                                          | Vittorio Adorni             | Franco Bitossi              | Gianni Motta                  |         |
| 1969                                                                          | Franco Bitossi              | Gianni Motta                | Felice Gimondi                |         |
| 1970                                                                          | Franco Bitossi              | Mauro Simonetti             | Jean-Pierre Monseré           |         |
| 1971                                                                          | Felice Gimondi              | Franco Bitossi              | Rik Van Linden                |         |
| 1972 edició no disputada                                                      |                             |                             |                               |         |
| 1973                                                                          | Franco Bitossi              | Eddy Merckx                 | Felice Gimondi                |         |
| 1974                                                                          | Giacinto Santambrogio       | Franco Bitossi              | Ole Ritter                    |         |
| 1975                                                                          | Roger De Vlaeminck          | Francesco Moser             | Felice Gimondi                |         |
| 1976                                                                          | Felice Gimondi              | Walter Riccomi              | Mauro Vannucchi               |         |
| Gran Premi de la indústria i l'artesanat de Larciano (edicions professionals) |                             |                             |                               |         |
| 1977                                                                          | Giancarlo Tartoni           | Gabriele Mugnaini           | Attilio Rota                  |         |
| 1978                                                                          | Francesco Moser             | Alfio Vandi                 | Vittorio Algeri               |         |
| 1979                                                                          | Vittorio Algeri             | Francesco Moser             | Pierino Gavazzi               |         |
| 1980                                                                          | Giuseppe Saronni            | Pierino Gavazzi             | Bruno Leali                   |         |
| 1981                                                                          | Pierino Gavazzi             | Gianbattista Baronchelli    | Alfio Vandi                   |         |
| 1982                                                                          | Gianbattista Baronchelli    | Pierino Gavazzi             | Silvano Contini               |         |
| 1983                                                                          | Fabrizio Verza              | Sergio Santimaria           | Jesper Worre                  |         |
| 1984                                                                          | Marco Franceschini          | Giuseppe Passuello          | Emanuele Bombini              |         |
| 1985                                                                          | Pierino Gavazzi             | Jesper Worre                | Sergio Scremin                |         |
| 1986                                                                          | Giovanni Bottoia            | Marco Franceschini          | Dag Erik Pedersen             |         |
| 1987                                                                          | Marino Amadori              | Stefano Colagè              | Gianni Bugno                  |         |
| 1988                                                                          | Massimo Ghirotto            | Stefano Colagè              | Gianbattista Baronchelli      |         |
| 1989                                                                          | Edward Salas                | Gianbattista Baronchelli    | Maurizio Fondriest            |         |
| 1990                                                                          | Dmitri Konyschew            | Massimo Ghirotto            | Leonardo Sierra Sepúlveda     |         |
| 1991                                                                          | Gianni Faresin              | Stefano Cortinovis          | Giuseppe Petito               |         |
| 1992                                                                          | Gianni Faresin              | Stefano Colagè              | Daniel Steiger                |         |
| 1993                                                                          | Marco Saligari              | Piotr Ugriúmov              | Maurizio Molinari             |         |
| 1994                                                                          | Francesco Casagrande        | Bjarne Riis                 | Andrea Ferrigato              |         |
| 1995                                                                          | Andrea Ferrigato            | Angelo Canzonieri           | Luca Gelfi                    |         |
| 1996                                                                          | Michele Bartoli             | Francesco Casagrande        | Claudio Chiappucci            |         |
| 1997                                                                          | Gianni Faresin              | Francesco Casagrande        | Valentino Fois                |         |
| 1998                                                                          | Romāns Vainšteins           | Mario Manzoni               | Luca Mazzanti                 |         |
| 1999                                                                          | Massimo Podenzana           | Danilo Di Luca              | Luca Scinto                   |         |
| 2000                                                                          | Danilo Di Luca              | Sergio Barbero              | Nicola Miceli                 |         |
| 2001                                                                          | Davide Rebellin             | Francesco Casagrande        | Danilo Di Luca                |         |
| 2002                                                                          | Stefano Garzelli            | Giuliano Figueras           | Francesco Casagrande          |         |
| 2003                                                                          | Juan Manuel Fuentes Angullo | Gabriele Colombo            | Fabiano Fontanelli            |         |
| 2004                                                                          | Damiano Cunego              | Igor Astarloa Askasibar     | Ruggero Borghi                |         |
| 2005                                                                          | Luca Mazzanti               | Ruggero Marzoli             | Freddy González Martínez      |         |
| 2006                                                                          | Damiano Cunego              | Daniele Pietropolli         | Franco Pellizotti             |         |
| 2007                                                                          | Vincenzo Nibali             | Franco Pellizotti           | Mikhailo Khalilov             |         |
| 2008                                                                          | Eddy Ratti                  | Francesco Ginanni           | Luis Felipe Laverde Jiménez   |         |
| 2009                                                                          | Daniele Callegarin          | Gabriele Bosisio            | Jackson Jesús Rodríguez Ortíz |         |
| 2010                                                                          | Daniele Ratto               | Miguel Ángel Rubiano Chávez | Franco Pellizotti             |         |
| 2011                                                                          | Ángel Vicioso Arcos         | Giovanni Visconti           | Mauro Finetto                 |         |
| 2012                                                                          | Filippo Pozzato             | Fabio Taborre               | Kristijan Đurasek             |         |
| 2013                                                                          | Mauro Santambrogio          | Patrik Sinkewitz            | Oscar Gatto                   |         |
| 2014                                                                          | Adam Yates                  | Davide Formolo              | Francesco Manuel Bongiorno    |         |
| 2015 edició no disputada                                                      |                             |                             |                               |         |
| 2016                                                                          | Simon Clarke                | Andrea Fedi                 | Giovanni Visconti             |         |
| 2017                                                                          | Adam Yates                  | Richard Carapaz Montenegro  | Rigoberto Urán                |         |
| 2018                                                                          | Matej Mohorič               | Marco Canola                | Davide Ballerini              |         |
| 2019                                                                          | Maximilian Schachmann       | Mattia Cattaneo             | Andrea Vendrame               |         |
| 2020                                                                          | suspesa                     | suspesa                     | suspesa                       | suspesa |
| 2021                                                                          | Mauri Vansevenant           | Bauke Mollema               | Mikel Landa Meana             |         |
| 2022                                                                          | Diego Ulissi                | Alessandro Fedeli           | Xandro Meurisse               |         |
| 2023                                                                          | Ben Healy                   | Amanuel Gebrezgabihier      | Mark Stewart                  |         |
| 2024                                                                          | Marc Hirschi                | Thomas Silva                | Diego Ulissi                  |         |